# 安多基德斯
安多基德斯（前440年—前390年），阿提卡早期演说家之一，出身富贵。他承认与公元前415年毁坏赫尔墨斯（Herms）神像，亵渎埃莱乌西斯秘仪有关。他失去公民权，离开雅典经商。公元前411年及公元前410年他试图返回雅典，未果；公元前399年大赦使他得以恢复公民权。公元前391年，他作为使节之一被派往斯巴达以求科林斯战争达成和约，但其中的一些条款遭到雅典人反对，遂被流放。其演说辞有三篇传世《论重返雅典》、《论秘仪》及《论和平》。